# Refuge de Véran
Ne doit pas être confondu avec Refuge de Varan.
Le refuge de Véran est situé à 1 602 m d'altitude. Il possède des couvertures et des matelas ; il n'offre pas de restauration mais est équipé d'une cuisinière au gaz et d'un chauffage au bois. Le refuge appartient au Club alpin français de Sallanches. Le refuge donne accès à des sites d'escalade sur le pilier de Croix de Fer qui vont du 6a pour le pilier lui-même à plus de 7 pour d'autres voies plus à droite.